# Парковый (Екатеринбург)
Микрорайон «Парковый» — жилой район Октябрьского административного района Екатеринбурга.

## Расположение
Главные улицы:
Декабристов, Восточная, Луначарского, Фурманова
Второстепенные улицы:
Тверитина, Большакова, Мичурина, Бажова, Ткачей
Какие административные здания присутствуют:
ГИБДД и ЗАГС Октябрьского района.

## Транспорт
- Трамвай: № 3, 6, 10, 20, 21, 33
- Автобус: № 1, 014, 18, 026, 047, 76,

Чем привлекателен или наоборот (плюсы и минусы микрорайона)
Рядом с микрорайоном расположен парк Маяковского.